# Okręg wyborczy nr 3 do Sejmu Polskiej Rzeczypospolitej Ludowej (1989–1991)
Okręg wyborczy nr 3 do Sejmu Polskiej Rzeczypospolitej Ludowej (1989–1991) obejmował Warszawę-Ochotę oraz gminy Brwinów, Grodzisk Mazowiecki, Lesznowola, Michałowice, Milanówek, Nadarzyn, Piastów, Podkowa Leśna, Pruszków, Raszyn i Tarczyn (województwo stołeczne warszawskie). W ówczesnym kształcie został utworzony w 1989. Wybieranych było w nim 4 posłów w systemie większościowym.
Siedzibą okręgowej komisji wyborczej była Warszawa-Ochota.

## Wybory parlamentarne 1989

### Mandat nr 8 –Polska Zjednoczona Partia Robotnicza
| Kandydat | I tura | I tura | II tura | II tura |
| Kandydat | Głosów | %      | Głosów  | %       |
| --- | ------ | ------ | ------- | ------- |
| Ryszard Łukasiewicz                                                                                            | 25 998 | 15,67  | 23 482  | 32,37   |
| Wiesław Kaczmarek                                                                                              | 19 525 | 11,77  | 36 482  | 50,29   |
| Wojciech Pawłowski                                                                                             | 18 925 | 11,41  | —       | —       |
| Liczba głosów ważnych: 165 926 (I tura) • 72 537 (II tura) Źródło: Państwowa Komisja Wyborcza I tura i II tura |        |        |         |         |

### Mandat nr 9 –Polska Zjednoczona Partia Robotnicza
| Kandydat | I tura | I tura | II tura | II tura |
| Kandydat | Głosów | %      | Głosów  | %       |
| --- | ------ | ------ | ------- | ------- |
| Anna Szymańska-Kwiatkowska                                                                                     | 21 894 | 13,62  | 28 036  | 38,64   |
| Wacław Wojciechowski                                                                                           | 19 535 | 12,15  | 27 762  | 38,26   |
| Stanisław Kiljańczyk                                                                                           | 8653   | 5,38   | —       | —       |
| Władysław Danieluk                                                                                             | 6170   | 3,84   | —       | —       |
| Ryszard Wcześniak                                                                                              | 5016   | 3,12   | —       | —       |
| Liczba głosów ważnych: 160 774 (I tura) • 72 553 (II tura) Źródło: Państwowa Komisja Wyborcza I tura i II tura |        |        |         |         |

### Mandat nr 10 –Zjednoczone Stronnictwo Ludowe
| Kandydat | I tura | I tura | II tura | II tura |
| Kandydat | Głosów | %      | Głosów  | %       |
| --- | ------ | ------ | ------- | ------- |
| Jerzy Szymanek                                                                                                 | 22 686 | 13,65  | 20 615  | 28,42   |
| Lech Paprzycki                                                                                                 | 22 082 | 13,29  | 42 963  | 59,23   |
| Ryszard Miazek                                                                                                 | 15 661 | 9,42   | —       | —       |
| Liczba głosów ważnych: 166 196 (I tura) • 72 539 (II tura) Źródło: Państwowa Komisja Wyborcza I tura i II tura |        |        |         |         |

### Mandat nr 11 – bezpartyjny
| Kandydat                                                          | Głosów  | %     |
| ----------------------------------------------------------------- | ------- | ----- |
| Zbigniew Janas                                                    | 136 901 | 81,65 |
| Witold Łokuciewski                                                | 11 027  | 6,58  |
| Teresa Her                                                        | 7743    | 4,62  |
| Małgorzata Popko                                                  | 5371    | 3,21  |
| Liczba głosów ważnych: 167 664 Źródło: Państwowa Komisja Wyborcza |         |       |